# Saint-Angel (Corrèze)
Saint-Angel é uma comuna francesa na região administrativa da Nova Aquitânia, no departamento de Corrèze. Estende-se por uma área de 47,54 km². Em 2010 a comuna tinha 725 habitantes (densidade: 15,3 hab./km²).